# Salinomys delicatus
Salinomys delicatus (Braun & Mares, 1995) è un roditore della famiglia dei Cricetidi, unica specie del genere Salinomys (Braun & Mares, 1995), endemico dell'Argentina.

## Descrizione

### Dimensioni
Roditore di piccole dimensioni, con la lunghezza della testa e del corpo tra 64 e 83 mm, la lunghezza della coda tra 94 e 117 mm, la lunghezza del piede tra 20 e 23 mm, la lunghezza delle orecchie tra 16 e 19 mm e un peso fino a 14,5 g.

### Caratteristiche craniche e dentarie
Il cranio è delicato e presenta un rostro sottile con le ossa nasali vistosamente piegate verso il basso, la regione inter-orbitale con i bordi leggermente divergenti, è privo di creste sopra-orbitali, il palato è lungo ed ampio. Gli incisivi sono stretti ed allungati, sono leggermente giallo-arancioni, lisci ed ortodonti.
Sono caratterizzati dalla seguente formula dentaria:

### Aspetto
La pelliccia è corta e soffice. Le parti dorsali sono grigio-olivastre, mentre le parti ventrali sono bianche. Il muso è bianco fino all'altezza degli occhi, i quali sono grandi. Le orecchie sono relativamente grandi, cosparse di pochi peli e con una macchia biancastra alla base posteriore. Il dorso delle zampe è bianco. I piedi sono lunghi, hanno la pianta priva di peli e provvista di sei cuscinetti carnosi. La coda è più lunga della testa e del corpo, è leggermente ricoperta di piccoli peli, lievemente più chiara nella parte ventrale e termina con un cospicuo ciuffo di lunghi peli. Il cariotipo è 2n=18 nelle femmine, 2n=19 nei maschi e FN=32.

## Biologia

### Comportamento
È una specie terricola.

### Riproduzione
Una femmina gravida è stata catturata a metà aprile, mentre altre sessualmente inattive sono state osservate a metà maggio e in giugno.

## Distribuzione e habitat
Questa specie è conosciuta soltanto nelle province argentine centro-occidentali di San Juan e San Luis.
Vive nella boscaglia lungo i bacini salini tra 380 e 412 metri di altitudine.

## Conservazione
La IUCN Red List, considerata l'assenza di informazioni recenti circa lo stato della popolazione e suoi requisiti ecologici e l'areale seriamente frammentato, classifica S.delicatus come specie con dati insufficienti (DD).